# Catherine de Nassau-Dillenbourg
Catherine de Nassau-Dillenbourg (29 décembre 1543 au château de Dillenburg – 25 décembre 1624 à Arnstadt), fille de Guillaume de Nassau-Dillenbourg et de sa seconde épouse, Julienne de Stolberg. Elle est la sœur de Guillaume le taciturne.

## Biographie
Catherine est élevée à Dillenbourg. En 1560, elle épouse Gonthier XLI de Schwarzbourg-Arnstadt et elle s'installe avec son mari à Arnstadt. Le mariage n'a pas d'enfant, mais elle aurait eu une bonne relation avec son mari. Ils sont également en bons termes avec son frère Guillaume. En 1574, ils voyagent à Bréda pour servir de médiateur entre lui et le gouvernement des Habsbourg. Cette tentative n'a pas réussi.
Catherine et son mari vivent avec Guillaume à Anvers, où elle continue à vivre après la mort de Günther. Elle est présente à Delft quand son frère est assassiné par Balthazar Gérard. Elle prend ensuite Catherine-Belgique d'Orange-Nassau, une fille de Guillaume et Charlotte de Montpensier, avec elle à Arnstadt.
En 1593, elle essaie de régler un différend entre Marie de Nassau (1539-1599) et Maurice de Nassau sur l'héritage de leur père Guillaume. Elle échoue, mais réussit dans la médiation entre Louise de Coligny et de Jean VI de Nassau-Dillenbourg, qui est en désaccord sur le futur mariage des six filles de Guillaume par Charlotte de Bourbon.